# Ардеш
Ардеш (фр. Ardèche) департман је у јужном делу централне Француске. Припада региону Рона-Алпи, а главни град департмана (префектура) је Прива. Департман Ардеш је означен редним бројем 07. Његова површина износи 5.529 км². По подацима из 2010. године у департману Ардеш је живело 315.090 становника, а густина насељености је износила 57 становника по км².
Овај департман је административно подељен на:
- 3 округа
- 17 кантона и
- 335 општина.[2]

## Демографија
| 1962.   | 1968.   | 1975.   | 1982.   | 1990.   | 1999.   | 2006.   |
| ------- | ------- | ------- | ------- | ------- | ------- | ------- |
| 248.516 | 256.927 | 257.065 | 267.970 | 277.581 | 286.023 | 305.804 |